# 19 Part One: Boot Camp
19 Part One: Boot Camp, scritto anche Nineteen Part 1: Boot Camp e simili e anche noto come 19, è un videogioco di genere misto pubblicato nel 1988 per gli home computer Commodore 64 e ZX Spectrum dalla Cascade Games. Rappresenta l'addestramento reclute per la Guerra del Vietnam attraverso quattro discipline.
Era considerato molto simile all'arcade Combat School; tre delle discipline corrispondono ad altrettante discipline di Combat School, sebbene non siano semplici imitazioni. Fu probabilmente ispirato anche dall'allora recente film Full Metal Jacket.
Il titolo trae ispirazione dal brano musicale 19 di Paul Hardcastle, che fu un successo nel 1985. Come ricordato nell'introduzione della versione Spectrum, 19 era l'età media dei combattenti nella Guerra del Vietnam, da cui il titolo della canzone. Anche il tema musicale del videogioco è un adattamento del brano 19. Con le prime edizioni del gioco inoltre era in omaggio una musicassetta con la 19 originale.
Il titolo dice "parte uno" perché fin dall'inizio era prevista l'uscita di un seguito incentrato sul vero combattimento, 19 Part Two: Combat Zone, ma non venne mai realizzato. Le riedizioni successive del primo gioco hanno infatti il titolo di copertina ridotto a 19 Boot Camp. Secondo ex persone della Cascade, lo sviluppo di Combat Zone non fu mai neppure iniziato.
Fu annunciata per fine 1988 anche una conversione di Boot Camp per Amiga, mai realizzata.

## Modalità di gioco
Il gioco è costituito da quattro parti, di genere del tutto diverso tra loro, ciascuna composta da una serie di otto livelli sempre più difficili. Nella versione Commodore 64 si può scegliere in quale ordine affrontare le parti. Possono partecipare da 1 a 4 giocatori, che si alternano uno alla volta e competono per i migliori risultati.
Oltre al punteggio si ricevono giudizi finali su coordinazione (precisione), vigore (quanto a lungo si dura nella disciplina) e morale (risultato complessivo).
L'esercitazione all'assalto è un percorso a scorrimento orizzontale con visuale di profilo. C'è una serie di percorsi con limite di tempo sempre più stringente. Il personaggio corre, salta, si arrampica e altro, per superare in modi diversi vari tipi di ostacoli (muri, cavalletti, barre a cui appendersi, assi d'equilibrio, tubi dentro cui strisciare, ecc.).
Tenendo premuto il pulsante di fuoco si carica una barra della potenza, e rilasciandolo alla distanza giusta, quando la barra è piena almeno fino all'ultimo terzo, si ottiene la spinta necessaria per superare un ostacolo.
Il tiro al bersaglio è uno sparatutto con visuale in prima persona fissa. In lontananza spuntano dal terreno delle sagome di soldati da colpire, ma evitando le sagome dei civili. Per sparare si dispone di un mirino telescopico che rimane in posizione fissa sullo schermo, mentre l'immagine ingrandita al suo interno scorre in base ai movimenti del giocatore. Entro un tempo limite bisogna raggiungere un punteggio di qualificazione, sempre più alto a ogni livello.
Il simulatore di guida di fuoristrada ha una visuale tridimensionale da dietro il veicolo. Si deve completare un percorso stradale con curve, cambi di altitudine e ostacoli vari, sia ai margini sia sulla strada. Si incontrano anche vari bonus sotto forma di oggetti militari da raccogliere.
Anche qui i percorsi hanno un tempo limite sempre più stringente per qualificarsi al successivo. Gli urti rallentano o fermano il veicolo, inoltre aumentano la barra dei danni, che riduce la velocità massima e, se raggiunge il massimo, causa subito la sconfitta.
Il combattimento disarmato è un picchiaduro a incontri contro il sergente istruttore. Si dispone di quattro mosse di attacco (pugni, ginocchiate, calci e testate). In questo caso il tempo per ogni livello è sempre più elevato. I due contendenti hanno una barra dell'energia e allo scadere del tempo, per vincere, bisogna avere energia uguale o superiore al sergente, oppure portare prima la sua a zero.
I risultati finali si possono salvare per un ipotetico proseguimento nel seguito 19 Part Two: Combat Zone, che però non uscì mai.

## Accoglienza
19 Part One: Boot Camp, per entrambe le piattaforme, fu moderatamente apprezzato dalla critica europea dei suoi tempi. I giudizi di molte riviste furono discreti, con voti intorno al 7/10.
Secondo Zzap! era un buon clone di Combat School in entrambe le versioni, con qualità leggermente inferiore su Commodore 64 (72%-78%).
Anche Computer and Video Games le valutò entrambe discretamente (7/10), ma riteneva 19 una raccolta di quattro giochi ordinari più che un gioco buono; la testata si aspettava di meglio, anche perché il titolo era stato in sviluppo annunciato per ben un anno.
Radio Elettronica & Computer ritenne la versione Commodore divertente, ma con grafica migliorabile.
La versione ZX Spectrum fu particolarmente apprezzata dalle riviste britanniche Crash (91% e titolo di Crash Smash) e Sinclair User (84%).
Nel 1990 Your Commodore apprezzò ancora molto (82%) la riedizione della Summit, ma in virtù del basso prezzo.
Molte riviste espressero interesse nell'atteso seguito di 19, che però non arrivò mai.